# Ширакаван (село)
Вижте пояснителната страница за други значения на Ширакаван.
Ширакаван (на арменски: Շիրակավան; на турски: Tavshankishlag) е село и община в Армения, област Ширак. Според Националната статистическа служба на Армения през 2012 г. общината има 782 жители.

## Демография
Броят на населението в годините 1831 – 2004 е както следва: